# Instituto Herberger para el Diseño y las Artes
El Instituto Herberger para el Diseño y las Artes (en inglés: Herberger Institute for Design and the Arts) es parte de la Universidad Estatal de Arizona en Tempe, en Arizona al sur de los Estados Unidos. Fue creado en 2009 por la fusión de dos unidades académicas existentes, el Colegio Herberger de las Artes y la Escuela Superior de Diseño. La Junta de Regentes de Arizona aprobó la fusión el 30 de abril de 2009. El Instituto Herberger incluyó seis escuelas: la Escuela de Arte; la Escuela de Artes, Medios de Comunicación e Ingeniería; la Escuela de Danza; La Escuela de Diseño; la Escuela de Música; y la Escuela de Teatro y Cine.